# Laia Sanz i Pla-Giribert
Laia Sanz i Pla-Giribert   (Corbera de Llobregat, 11 de desembre de 1985) és una esportista catalana de renom internacional en les disciplines motociclistes del trial, el raid i l'enduro. Pel que fa al trial, n'ha estat catorze vegades campiona del món i deu vegades campiona d'Europa a l'aire lliure en categoria femenina, a banda de guanyar el Trial de les Nacions en categoria femenina set anys tot integrant l'equip estatal. Ha estat també campiona d'Espanya de trial femení vuit anys i fins i tot una vegada Campiona d'Espanya en categoria masculina (l'any 2000, competint com a Cadet).
D'altra banda, des que l'any 2011 decidí participar en el Ral·li Dakar en motos, n'ha guanyat onze edicions consecutives en categoria femenina (del 2011 al 2021). Al mateix temps, ha guanyat el Campionat del Món d'enduro en categoria femenina sis anys, cinc d'ells consecutius (2012 -la tercera temporada que hi participava-, 2013, 2014, 2015 i 2016). Els seus vint títols mundials (catorze de trial i sis d'enduro), l'acosten al rècord de vint-i-nou campionats mundials de motociclisme que ostenta Toni Bou i superen els quinze de Giacomo Agostini.
La parella sentimental de Laia Sanz és el multi-campió d'Espanya d'enduro i també pilot de raids Jaume Betriu.

## Carrera esportiva

### Trial
A dos anys ja començava a anar en bicicleta i son pare la portava sobre el dipòsit de la seva moto. A quatre anys va començar a conduir d'amagat la Montesa Cota 25 del seu germà Joan, més gran que ella i també afeccionat al trial.
Ja el 1992, encoratjada per sa mare, es va apuntar a una prova del Campionat de Catalunya infantil que feien al seu poble, Corbera de Llobregat, acabant-hi vuitena i darrera, però amb ganes de repetir l'experiència. Així, l'any següent va córrer el campionat sencer.

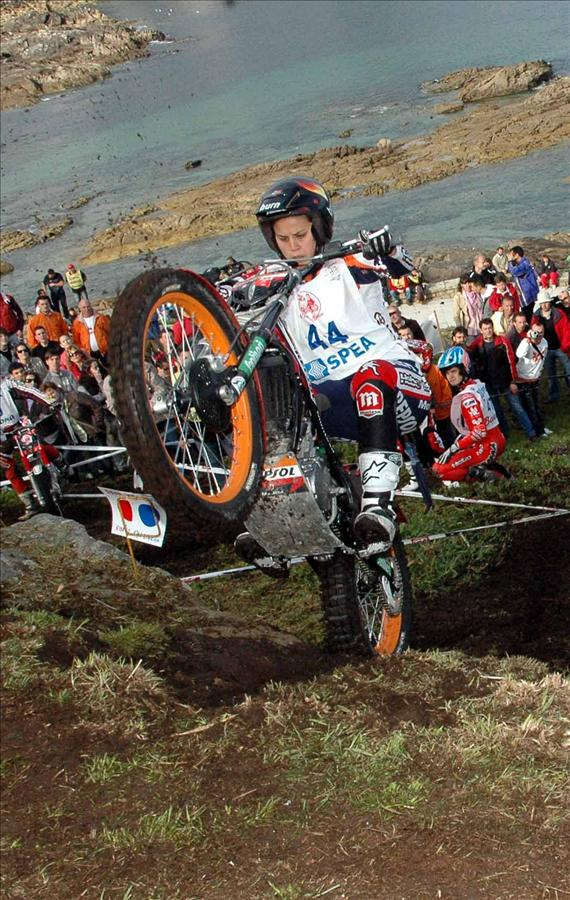
Laia Sanz durant el Campionat del món de trial del 2010

El 1997 va guanyar la seva primera cursa en categories masculines, amb una moto de 80 cc. Aquell mateix any va participar en el seu primer trial femení, contra noies de tot el món. El 1998 es va fer el primer Campionat d'Europa de trial femení (no oficial), i Laia el va guanyar amb només 13 anys, contra rivals molt més grans que ella. Aquell mateix any va disputar el Campionat d'Espanya de trial, essent-hi l'única noia.
El 2000 va ser un dels seus millors anys, guanyant contra pronòstic el Campionat d'Espanya masculí en categoria Cadet, també com a única noia. Segons ha dit ella mateixa, aquest ha estat el títol que més satisfacció li ha causat. Aquell mateix any es varen iniciar oficialment els Campionats Mundial i Europeu femenins, i Laia Sanz va començar ja aleshores la seva ratxa de triomfs, amb el títol de campiona i el de subcampiona en ambdues competicions respectivament.
Des d'aleshores fins a l'actualitat la pilot ha anat guanyant títols mundials i europeus fins a arribar a la xifra de 20 títols que ostenta actualment. També ha seguit participant en competicions masculines, categoria júnior inclosa, aconseguint-hi resultats destacats.
Després d'uns anys competint amb Beta, actualment forma part de l'equip oficial d'Honda Montesa-HRC juntament amb Takahisa Fujinami i Toni Bou.

### Enduro i Dakar
Amb la finalitat de preparar-se a fons pel Ral·li Dakar del 2011, el maig del 2010 va debutar al Campionat del Món d'enduro femení, que s'estrenava justament aquella temporada amb la prestigiosa Valli Bergamasche, prova històrica de l'especialitat. Aquell any es classificà en tercera posició final del campionat.
Finalment, el 15 de gener de 2011 guanyà el seu primer Dakar en motos, en categoria femenina, pilotant una Honda dins l'equip KH-7 de Jordi Arcarons. A banda, aquell mateix any fou Subcampiona del món d'enduro femení.

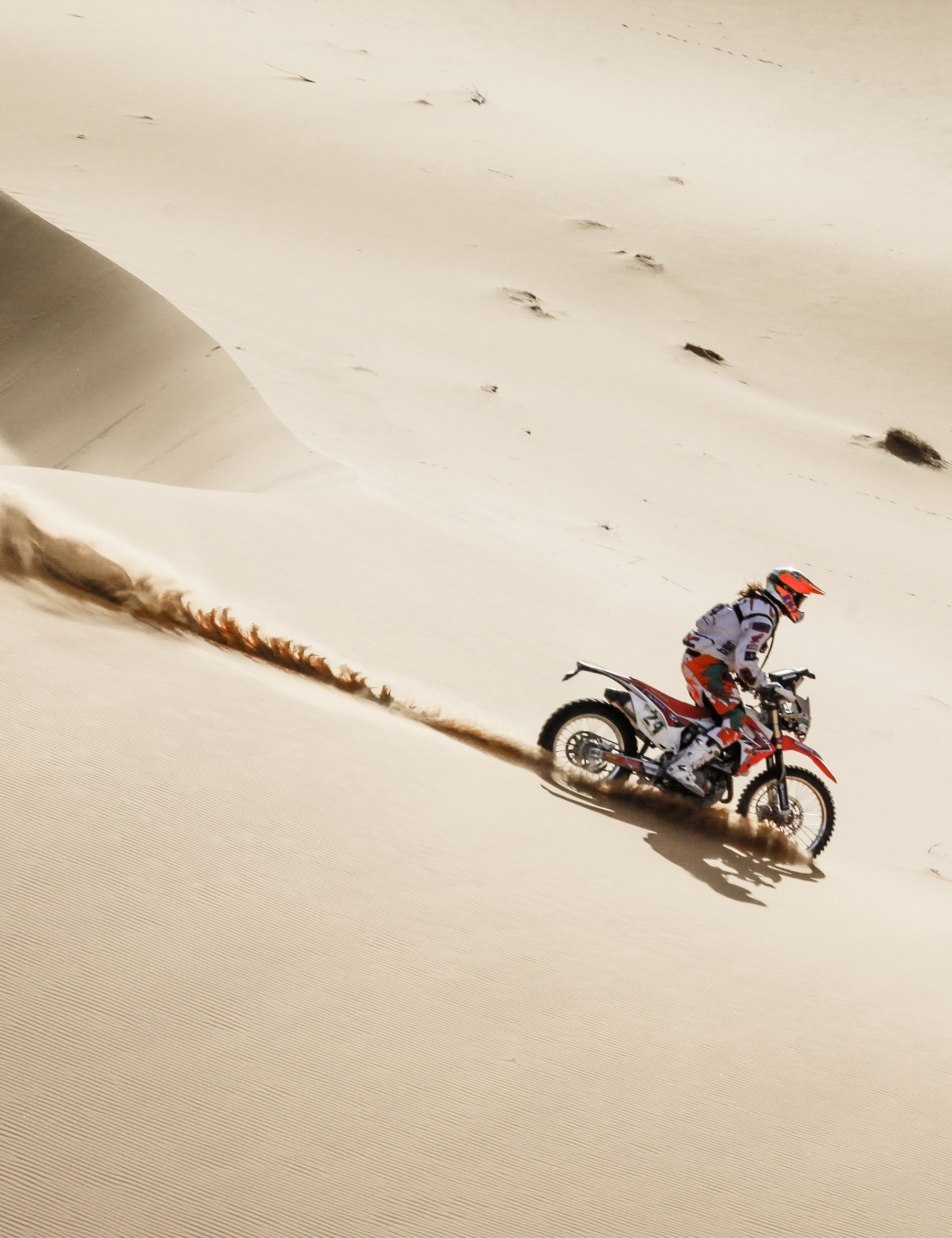
Laia Sanz al Ral·li de Merzouga del 2014

A finals del 2011 s'anuncià el seu fitxatge per la marca saltenca Gas Gas. Amb aquesta nova moto, el 2012 revalidà la seva victòria al Ral·li Dakar en la categoria femenina -tot repetint la 39a posició final que va obtenir-hi el 2011-, essent, a més a més, l'única dona que aconseguí acabar la cursa en moto. A finals del mes d'octubre, aconseguí el seu primer títol mundial d'enduro femení, al Gran Premi de França.
El 15 de desembre de 2014 fou guardonada amb el premi a la millor esportista catalana de l'any juntament amb Marc Márquez.
A l'edició del 2015 del Ral·li Dakar, Laia Sanz tornà a fer història en classificar-s'hi en novè lloc general final, essent la primera dona a haver arribat mai entre els 10 primers classificats d'aquesta prova. Acabada la prova, en no acabar de posar-se d'acord amb Honda de cara a la temporada d'enduro, acceptà una oferta de KTM que la lliga a aquest equip oficial per als propers tres anys.
El gener del 2020 va resultar ser la millor dona del ral·li Dakar i va fer un 10 de 10, completant la seva desena participació de manera consecutiva en aquesta prova i, per tant, fent història, ja que és un rècord pels pilots espanyols; tot i així, va quedar en 18a posició, la seva pitjor marca des del 2013.

### Automobilisme

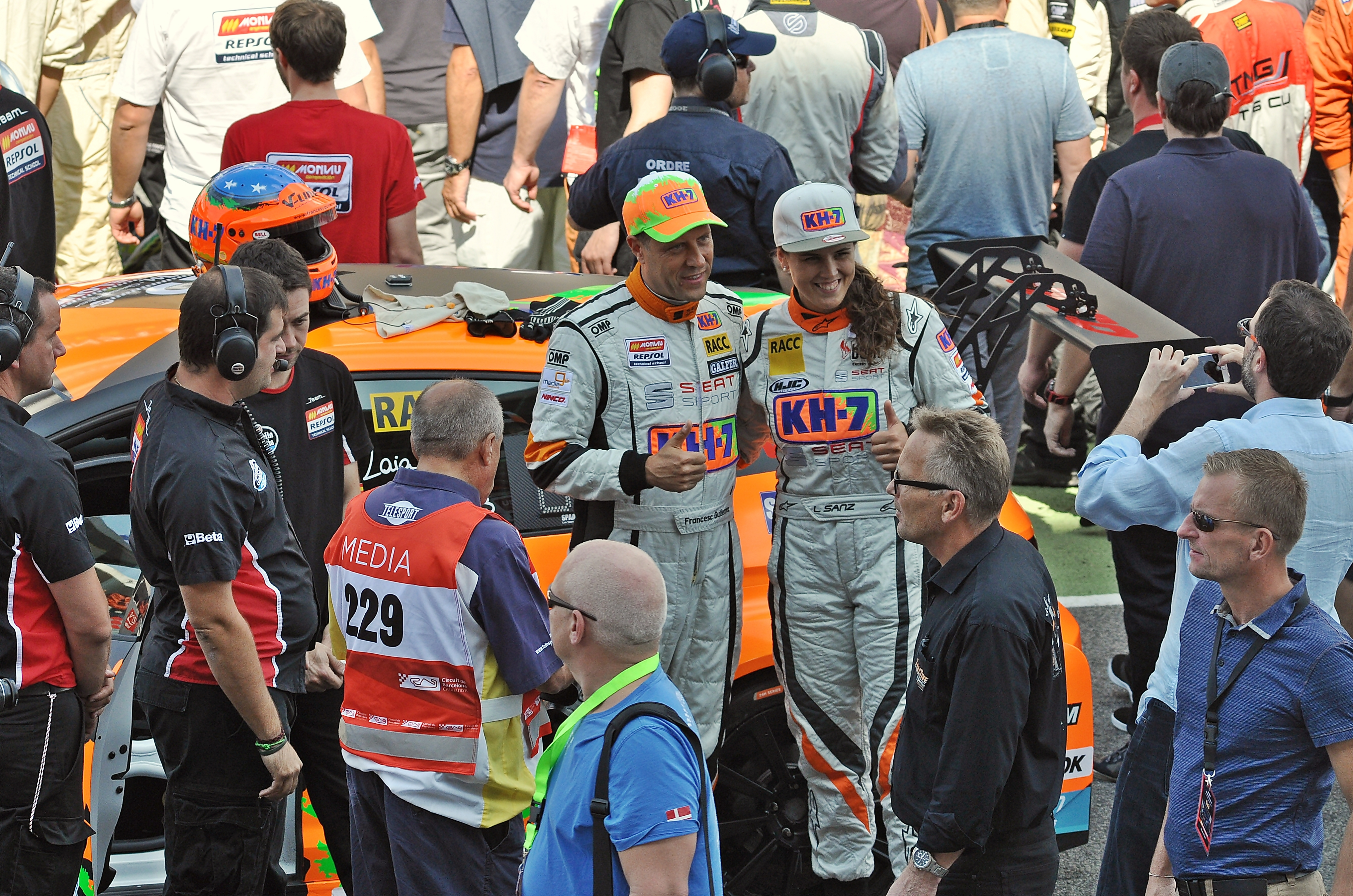
Laia Sanz amb Francesc Gutiérrez a les 24H de Barcelona del 2015

Laia Sanz ha competit també en tota mena de curses d'automobilisme. Ha participat en diverses edicions de les 24 Hores de Barcelona, on va obtenir la victòria a la seva classe el 2011. El 2012 va competir al Campionat d'Espanya de Resistència amb un Renault Clio Cup i en va guanyar la classe Dames, acabant alhora en la vint-i-vuitena posició a la general. També va participar com a convidada a la SEAT León Eurocup els anys 2014 i 2015.
Des del 2022 ha participat al Ral·li Dakar en la categoria de cotxes, on a l'edició del 2024 acabà en la quinzena posició absoluta, tercera en classe 4x2 i primera dona.

## Aparicions en mitjans de comunicació
Entre moltes altres aparicions a la televisió:
- Aparegué com una de les identitats desconegudes al programa Identity de TVE el dia 7 de desembre de 2007.
- Aparegué com un dels personatges famosos, junt amb Marc Coma, al programa La Partida de TV3 el dia 24 d'agost del 2010.
- Aparegué com a amfitriona al programa El convidat de TV3 el dia 2 de desembre del 2013.
- El gener de 2019 fou entrevistada per David Broncano al programa La Resistencia.[28]

## Palmarès motociclista
A 1 de novembre de 2021
El global de títols i victòries destacades aconseguits per Laia Sanz fins a la temporada 2021 inclosa és el següent:
| Títol                               | Trial | Enduro | Raids | X-Games | Total |
| ----------------------------------- | ----- | ------ | ----- | ------- | ----- |
| Campionats del Món                  | 14    | 6      | -     | -       | 20    |
| Campionats del Món per equips (TDN) | 7     | -      | -     | -       | 7     |
| Victòries al Ral·li Dakar           | -     | -      | 11    | -       | 11    |
| Medalles d'Or als X-Games           | -     | -      | -     | 3       | 3     |
| Campionats d'Europa                 | 10    | -      | -     | -       | 10    |
| Campionats d'Espanya                | 9     | -      | -     | -       | 9     |
| Total                               | 40    | 6      | 11    | 3       | 60    |

### Trial
| Any          | Motocicleta  | C. del Món femení | C. d'Europa femení | TDN femení | C. d'Espanya femení | Altres                                    | Títols |
| ------------ | ------------ | ----------------- | ------------------ | ---------- | ------------------- | ----------------------------------------- | ------ |
| 2000         | Beta         | 1a                | 2a                 | 1a         | -                   | Campiona d'Espanya (cat. masculina Cadet) | 3      |
| 2001         | Beta         | 1a                | 2a                 | 2a         | -                   |                                           | 1      |
| 2002         | Beta         | 1a                | 1a                 | 1a         | -                   |                                           | 3      |
| 2003         | Beta         | 1a                | 1a                 | 3a         | 1a                  |                                           | 3      |
| 2004         | Montesa      | 1a                | 1a                 | 3a         | 1a                  |                                           | 3      |
| 2005         | Montesa      | 1a                | 1a                 | 3a         | 1a                  |                                           | 3      |
| 2006         | Montesa      | 1a                | 1a                 | 2a         | 1a                  |                                           | 3      |
| 2007         | Montesa      | 2a                | 1a                 | 4a         | 1a                  |                                           | 2      |
| 2008         | Montesa      | 1a                | 1a                 | 1a         | 1a                  |                                           | 4      |
| 2009         | Montesa      | 1a                | 1a                 | 2a         | 1a                  |                                           | 3      |
| 2010         | Montesa      | 1a                | 1a                 | 1a         | 1a                  |                                           | 4      |
| 2011         | Montesa      | 1a                | 1a                 | 1a         | -                   |                                           | 3      |
| 2012         | Gas Gas      | 1a                | 9a                 | 1a         | -                   |                                           | 2      |
| 2013         | Montesa      | 1a                | -                  | -          | -                   |                                           | 1      |
|              |              |                   |                    |            |                     |                                           |        |
| 2021         | Gas Gas      | 1a                | -                  | 1r         | -                   |                                           | 2      |
| Total títols | Total títols | 14                | 10                 | 7          | 8                   | 1                                         | 40     |

Notes
1. ↑  La classificació consignada a TDN fa referència a la posició final obtinguda per l'equip estatal
2. ↑  Al total de títols s'hi compten tots els campionats estatals o internacionals de trial guanyats, incloent-hi el TDN

### Enduro i Raids
| Any          | Motocicleta  | C. del Món d'enduro | Ral·li Dakar | X-Games (Enduro X)             | Títols |
| ------------ | ------------ | ------------------- | ------------ | ------------------------------ | ------ |
| 2010         | Honda        | 3a                  |              |                                | -      |
| 2011         | Honda        | 2a                  | 1a           |                                | -      |
| 2012         | Gas Gas      | 1a                  | 1a           |                                | 1      |
| 2013         | Honda        | 1a                  | 1a           | 3 medalles d'or i una d'argent | 1      |
| 2014         | Honda        | 1a                  | 1a           |                                | 1      |
| 2015         | Honda/KTM    | 1a                  | 1a           |                                | 1      |
| 2016         | KTM          | 1a                  | 1a           |                                | 1      |
| 2017         | KTM          |                     | 1a           |                                | -      |
| 2018         | KTM          |                     | 1a           |                                | -      |
| 2019         | KTM          |                     | 1a           |                                | -      |
| 2020         | KTM          |                     | 1a           |                                | -      |
| 2021         | Gas Gas      | 1a                  | 1a           |                                | 1      |
| Total títols | Total títols | 6                   | 11           |                                | 6      |

Notes
1. ↑  Tots els resultats consignats corresponen a la categoria femenina
2. ↑  Al total de títols s'hi compten tots els campionats internacionals d'enduro guanyats

## Filmografia
- Castro, David; Moreno, Nacho. Laia Sanz: Quien tiene la voluntad, tiene la fuerza (en castellà).  Amazon Prime, desembre 2022.

## Obra publicada
- Sanz, Laia. Qui té la voluntat té la força (Orígens).  Barcelona: La Magrana, 2016. ISBN 978-8482647975.